# Юргевич, Владислав Норбертович
Владислав Норбертович Юргевич (пол. Jurgiewicz Medart Władysław; 1818, Вильна — 1898, Одесса) — русский археолог и филолог, эллинист и латинист, заслуженный ординарный профессор и декан исторического факультета Новороссийского университета. Потомственный дворянин, действительный статский советник.

## Биография
Родился в 1818 году, по разным сведениям 27 сентября или 26 ноября, в Вильне, где его отец служил секретарём университета. Источники указывают также 1819 год.
Учился в Виленском и Ковенском училищах. В 1832 году лично подал императору Николаю I, во время его пребывания в Ковно, прошение о зачислении в Главный педагогический институт в Санкт-Петербурге и был зачислен на историко-филологическое отделение института, которое окончил в 1841 году со званием старшего учителя и золотой медалью, что дало ему возможность получить двухгодичную стажировку в Лейпцигском университете. В Лейпцигском университете его научным куратором был Иоганн Готфрид Герман, один из выдающихся представителей немецкой классической филологии того времени.
В 1844 году был назначен и. д. адъюнкт-профессора греческой и римской словесности в Харьковский университет, где в 1847 году защитил магистерскую диссертацию «De mundiciis veterum Graecorum et Romanorum».
В 1858 году Юргевич был назначен профессором римской словесности (и одновременно инспектором) Ришельевского лицея в Одессе и, переехав в этот город, принял участие в трудах местного Общества истории и древностей, в котором был: с 1859 года — полноправным членом, с 1875 по 1883 год — секретарём и с 1883 по 1898 год вице-президентом; избран был вместо скончавшегося Н. Н. Мурзакевича 20 октября 1883 года. По традиции, именно вице-президент осуществлял фактическое руководство деятельностью общества, президенты, как правило, выполняли представительские функции. Одновременно, с 1883 по 1895 год Юргевич был хранителем музея общества. В 1889 году был избран почётным членом общества.
С 1864 по 1887 год состоял экстраординарным и затем (с 1867 года, после защиты докторской диссертации «De Jovis Lycaei natura cognominisque huius ratione») ординарным профессором и инспектором студентов в Новороссийском университете. В 1868—1871 годах был деканом исторического факультета в этом университете. В 1877—1882 годах был в отставке, но продолжал читать лекции на правах «стороннего преподавателя». В 1882—1887 годах — снова штатный лектор университета.
В Одессе читал лекции по древнеримской литературе, истории государственных и религиозных учреждений Древнего Рима, сотрудничал в «Записках Одесского общества истории и древностей», работал над историей генуэзских колоний на юге России, греческой эпиграфикой и этнологическими вопросами, особенно о роли венгров в этнографии юга России. Коллекционирование и копирование генуэзских надписей и монет начал после путешествий в Крым, где изучал сооружения, сохранившеся с генуэзского периода, в Судаке, Феодосии и Балаклаве (в 1861 и 1873 годах), а также после посещения Ольвии (1865), во время которого сосредоточился на эпиграфическом материале. Впоследствии увеличил круг своих эпиграфических исследований, распространив их и на надписи на аморфных ручках.
Результатом всех этих исследований стал ряд трудов Юргевича, напечатанных в «Записках Одесского общества истории и древностей»: например, о генуэзских монетах (1869; предметом исследования является история генуэзской колонизации Причерноморья и, в частности, монетного дела Кафы; в этом исследовании прослежена история известных коллекций генуэзских монет северного Причерноморья), об иностранных именах в надписях Ольвии, Боспора и других городов северного побережья Понта Эвксинского (где в том числе доказывается, что скифы и сарматы — разные народы и что первые не принадлежат к «арийскому племени»), о мнимых норманнских именах в русской истории, о печатях, найденных в Херсонесе в 1884 году. В двух последних статьях Юргевич пытался доказать значительное влияние на юг России народов «финно-угро-венгерской группы». В 1884 году Юргевич участвовал в подготовке и проведении VI археологического съезда в Одессе, выступив на нём с докладом «Замечания о некоторых местностях Новороссийского края, заслуживающих археологического исследования». На протяжении одесского периода своей жизни более 50 статей и исследований, в которых пытался охватить всю историю Одесского общества истории и древностей. Базовым материалом для целого ряда его исследований были музейные коллекции; в 1886—1892 годах под его редакцией вышло три издания путеводителя по этому музею.
Кроме Одесского общества В. Н. Юргевич состоял почётным членом других обществ: Московского археологического, Императорского Русского археологического, Киевского Нестора летописца, Ростовского церковных древностей; был действительным членом Московского общества истории и древностей Российских, Таврической учёной архивной комиссии, Societa di Storia partriae в Генуе и некоторых других
Умер в Одессе 24 ноября (6 декабря) 1898 года. Похоронен на Втором христианском кладбище, вместе с супругой.

## Семья
Жена — Ядвига Доминиковна Юргевич (? — 17.02.1893). Их дети: Альфонс, Екатерина, Анеля; похоронена на Втором христианском кладбище.